# Clan Ii

Emblème (mon) du clan Ii.

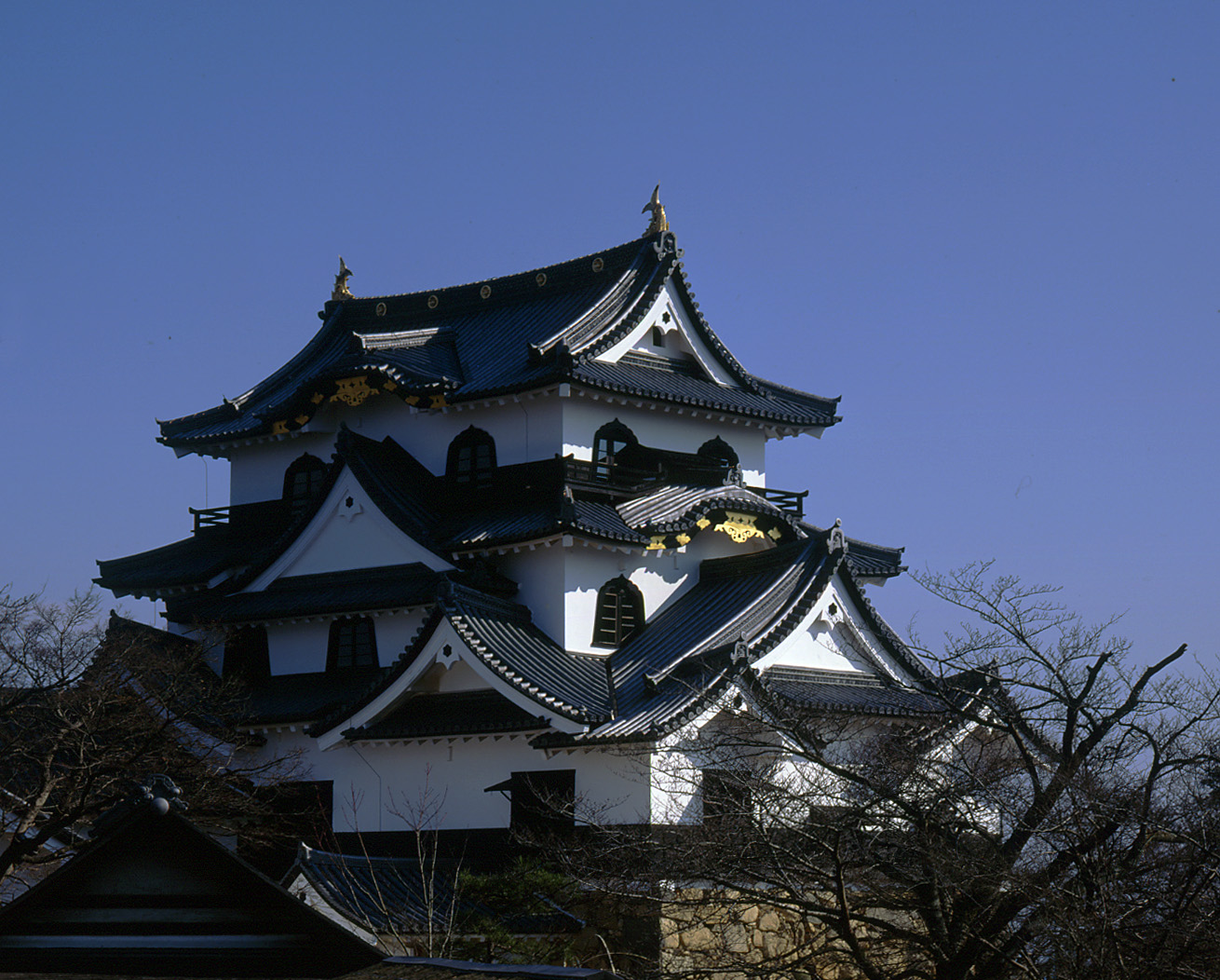
Château d'Hikone, quartier général du clan Ii durant l'époque d'Edo.

Le clan Ii est un clan japonais originaire de la province de Totomi. Le clan Ii descendrait de Fujiwara no Yoshikado. Il a beaucoup combattu contre le clan Imagawa, lui aussi originaire de la province de Totomi, durant la période Sengoku. Le clan Ii devint ensuite vassal de celui-ci. Puis Ii Naomasa, le plus célèbre membre du clan, permit aux Ii d'obtenir un important pouvoir grâce à son rapprochement avec les Tokugawa qui dirigeaient le Japon. Ainsi les membres du clan Ii occupaient d'importantes fonctions auprès du shogun comme le poste de tairô. Le clan Ii perdit toute son influence à la fin de l'époque d'Edo avec la fin du bakufu.

## Quelques membres
- Ii Naomasa
- Ii Naokatsu
- Ii Naozumi
- Ii Naomori
- Ii Naoyuki
- Ii Naoaki
- Ii Naosuke
- Ii Naonaka
- Ii Naotora